# Mongezi Feza
Mongezi Feza (Queenstown, 11 maggio 1945 – Londra, 14 dicembre 1975) è stato un trombettista, flautista e compositore sudafricano.
Musicista di colore cresciuto nelle atmosfere dei ghetti neri sudafricani, è diventato famoso per le sue meravigliose improvvisazioni e gli esplosivi assoli di tromba, che gli hanno aperto le porte degli ambienti del jazz, del rock progressivo e sperimentale europei. La sua musica era una fusione di kwela, bebop e free jazz, che ha interpretato in modo del tutto originale. Considerato da alcuni un concentrato di energia allo stato puro, Mongs, come era affettuosamente soprannominato, si fece ammirare dal pubblico e dai colleghi anche per le doti umane.
Con la sua prematura scomparsa la scena del jazz internazionale ha perso uno dei suoi personaggi più rappresentativi.

## Biografia

### Gli Inizi
Comincia a suonare la tromba ad 8 anni e tra gli artisti a cui si ispira durante la formazione musicale vi sono Clifford Brown e Booker Little. A 16 anni si unisce a gruppi professionistici che partecipano a diversi festival. Durante uno di questi eventi viene notato dal jazzista sudafricano bianco Chris McGregor, che nel 1962 lo fa entrare nel sestetto The Blue Notes, i cui altri membri, tutti di colore, erano i sassofonisti Nikele Moyake e Dudu Pukwana, il contrabbassista e pianista Johnny Dyani, ed il batterista Louis Moholo. Con il loro eccitante mix di musica africana e jazz riscuotono grande successo ed ottengono il premio come miglior gruppo al festival nazionale sudafricano di jazz del 1963. La registrazione di un concerto a Durban nel 1964 verrà pubblicata nell'album Legacy: Live in South Africa 1964 dalla Ogun Records nel 1995. Le dure leggi dell'apartheid allora vigenti in Sudafrica proibivano a bianchi e neri di esibirsi insieme ed i Blue Notes sono costretti a suonare clandestinamente. È questo il principale motivo che spinge la band a lasciare il paese nel 1964.

### Il trasferimento in Europa
The Blue Notes sbarcano in Europa e partecipano al Jazz Festival di Antibes, si trasferiscono poi a Zurigo, Londra e a Copenaghen. Problemi legati allo status di rifugiati, al razzismo ed alla mancanza di ingaggi portano a delle defezioni e queste allo scioglimento del gruppo. Feza si unisce nel 1969 alla nuova big band di McGregor The Brotherhood of Breath, che si stabilisce a Londra e mette assieme parte dei componenti dei Blue Notes con personaggi di spicco del jazz britannico. Il grande successo di pubblico che raccolgono nei concerti li consacra come una delle rivelazioni della scena jazzistica internazionale e li porta a pubblicare tre dischi nel giro di pochi anni. Malgrado ciò si scioglieranno nel 1974, dopo che McGregor si trasferisce in Francia.
L'arrivo di questi artisti sudafricani apre nuovi spiragli per i jazzisti britannici, che fino a quel momento avevano intrapreso solo la strada di un jazz serioso e sperimentale o quella delle orchestrine da ballo. Personaggi come Feza e Pukwana, con la loro incredibile capacità di passare con disinvoltura dal più sfrenato free jazz ad una gioiosa e divertente musica da ballo, colmano questo gap con la loro meravigliosa township music, la musica dei ghetti sudafricani, che possono felicemente suonare per tutta la notte.
Il loro apporto è stato importante non solo dal punto di vista musicale, ma anche da quello temperamentale, con la gran gioia di vivere che esprimono. Si rivelano un toccasana per la stagnante atmosfera europea e finiscono per stregare i maggiori interpreti del jazz e della fusion di oltremanica, spazzando via i pregiudizi tipici dei londinesi verso i nuovi arrivati, ed il clima di competitività che si era instaurato.
Feza in particolare diventa molto importante per il coetaneo Robert Wyatt, che considera la sua tromba il miglior accompagnamento per la propria voce, e per il trombettista delle Barbados Harry Beckett, folgorato principalmente dalla personalità e serietà professionale di Mongezi.

#### La fusion ed il rock progressivo
Parallelamente ai progetti di McGregor, agli inizi degli anni settanta Feza si unisce a diverse altre band, che lo proiettano in ambiti musicali per lui nuovi, come la fusion, il rock progressivo e quello sperimentale. Una di queste sono i Centipede, in cui entra nel 1970, il super-gruppo jazz/progressive composto da più di 50 membri assemblato da Keith Tippett, che nel 1971 pubblicano l'album Septober Energy. Nello stesso anno fa parte nei Symbiosis del sassofonista Gary Windo, in cui suonano anche il trombonista Nick Evans, il bassista Roy Babbington ed il cantante/batterista Robert Wyatt, con il quale svilupperà una profonda amicizia ed un'intensa collaborazione musicale. La band non pubblicherà alcun disco, ma registra dei brani che entreranno in una compilation di Wyatt e in due di Windo.

#### L'afro-rock
Verso fine anno è il turno degli Assagai, fondati dal suo connazionale e compagno dei "Brotherhood", il sassofonista Dudu Pukwana, sulla scia del successo che stavano riscuotendo gli Osibisa e l'afro-rock in genere. Nei due anni di attività pubblicano due dischi per la Vertigo Records. Dopo gli Assagai Pukwana fonda i Dudu Pukwana & Spear, sempre con Feza, che suonano una musica più impostata sul jazz rispetto agli Assagai e pubblicano due album tra il 1974 ed il 1975 con la Caroline Records. La collaborazione con Pukwana continua nei due album solisti di quest'ultimo del 1975, anch'essi di matrice jazz, che verranno pubblicati nel 1978 e nel 1999.

#### La sua band e l'album solista
Nel 1972 Feza forma il trio Xaba, con l'altro ex Blue Notes Johnny Dyani ed il percussionista turco Okay Temiz. Il trio ha vita breve ma riesce a pubblicare l'album Music for Xaba nel 1973, mentre nel 1979 e nel 1988 usciranno rispettivamente Music For Xaba Vol.2, e Rejoice, raccolte di vecchi brani suonati con Feza. Okay Temiz entra anche nella formazione dell'unico album accreditato a Mongezi Feza, Free Jam, registrato nel 1972 assieme al quartetto svedese di free jazz di Bernt Rosengren ed uscito però solo nel 2004. Il lavoro è uno dei migliori dell'artista sudafricano, che compie assoli memorabili eseguiti a velocità incredibile. Il doppio CD dura circa due ore ed è stato pubblicato dall'etichetta svedese Ayler Records.

#### Altre collaborazioni
Altre importanti collaborazioni di Feza sono quelle con gli artisti della scena di Canterbury Robert Wyatt, per il quale suona negli album Rock Bottom del 1974, Ruth Is Stranger Than Richard del 1975 e nel "live" Theatre Royal Drury Lane 8th September 1974 uscito nel 2005, ed Henry Cow, una band molto sperimentale di avant-prog a cui si unisce per il disco In Praise of Learning del 1975. Nello stesso anno partecipa ad un concerto a Brema degli Isipingo del bassista jazz Harry Miller, un connazionale bianco con cui aveva suonato nei 'Brotherhood', la cui registrazione verrà pubblicata nell'album Which Way Now del 2006.

#### La misteriosa fine
Verso fine anno accusò un grave esaurimento nervoso, che lo portò al ricovero in un ospedale londinese e qui, il 14 dicembre 1975, Mongezi Feza morì per le complicazioni di una polmonite doppia, a 30 anni. Le circostanze misteriose del decesso portarono i suoi amici a dichiarare che Feza non aveva ricevuto cure adeguate, essendo un profugo di colore, e che se fosse stato bianco lo avrebbero curato meglio.

## Tributi
Il 23 dicembre 1975, 9 giorni dopo la morte, The Blue Notes si riunirono per commemorarlo, ed incisero il disco Blue Notes for Mongezi, pubblicato l'anno dopo dalla Ogun. La tensione emotiva e la commozione con cui gli ex compagni gli resero omaggio è particolare, e la musica si differenziò da quelle dei lavori precedenti per il forte richiamo alle comuni radici africane.
L'album Theatre Royal Drury Lane 8th September 1974, uscito nel 2005, fu dedicato da Robert Wyatt con gratitudine agli scomparsi Feza, Gary Windo e John Peel che parteciparono all'evento. Dudu Pukwana gli dedicò l'album In The Townships degli Spear del 1974 ed il suo Diamond Express, registrato con Feza nel 1975.
Le sue bellissime composizioni "Sonia" e "You Ain't Gonna Know Me ('Cause You Think You Know Me)" dopo la morte sono rimaste a lungo nel repertorio dei colleghi.

## Discografia

### Album solista
- 2004 Free Jam, (registrato con il quartetto di Bernt Rosengren nel 1972) Ayler Records aylCD-048/49

### Album degli Xaba
- 1973 Music For Xaba, Sonet SNTF 642
- 1979 Music For Xaba Vol.2, (raccolta di vecchi brani) Sonet SNTF-824
- 1988 Rejoice, (raccolta di vecchi brani) Cadillac Records SGC 1017

### Collaborazioni

#### Con i Blue Notes
- 1968 Very Urgent, Polydor 184 137

#### Con i Brotherhood of Breath
- 1970 Chris McGregor's Brotherhood of Breath, Neon (RCA) NE 2
- 1971 Brotherhood, RCA SF 8260
- 1974 Live At Willisau, Ogun OG 100
- 2001 Travelling Somewhere, (Live registrato a Brema nel 1972) Cuneiform Records Rune 152
- 2004 Bremen To Bridgwater, (Doppio CD di Live registrati tra il 1971 ed il 1975) Cuneiform Records Rune 182/183

#### Con gli Assagai
- 1971 Assagai, Vertigo 6360 030
- 1971 Zimbabwe, Vertigo 6360 058

#### Con i Centipede
- 1971 Septober Energy, Neon (RCA) NE 9

#### Con Dudu Pukwana & Spear
- 1974 In The Townships, Virgin C1504
- 1975 Flute Music, Caroline (UK), Virgin CA 2005

#### Con Dudu Pukwana
- 1978 Diamond Express, (registrato nel 1975) Freedom FLP 41041
- 1999 Ubagile, (registrato nel 1975) Jazz Colours 874744-2

#### Con Robert Wyatt
- 1974 Rock Bottom, LP Virgin V 2017, CD nel 1989 Virgin CDV 2017
- 1975 Ruth Is Stranger Than Richard, LP Virgin V 2034, CD nel 1989 Virgin CDV 2034
- 2005 Theatre Royal Drury Lane 8th September 1974 (registrato nel 1974 con "Robert Wyatt & Friends") CD Hannibal Records HNCD 1507

#### Con Henry Cow
- 1975 In Praise of Learning, Virgin V 2027

#### Con gli Isipingo
- 2006 Which Way Now, (Live registrato a Brema nel 1975) Cuneiform Rune 233